# Zlata Šegvić
Zlata Šegvić (Preko na otoku Ugljanu, 17. lipnja 1913. – logor Stara Gradiška, 27. kolovoza 1942.) bila je sudionica Narodnooslobodilačke borbe i poznata splitska komunistička aktivistkinja.

## Životopis
Rođena je 17. lipnja 1913. u Preku na otoku Ugljanu gdje su joj roditelji u to vrijeme službovali. Najveći dio djetinjstva i gimnazijsko doba provela je u Splitu. Na Beogradskom sveučilištu, gdje je studirala i diplomirala slavistiku, uključuje se u studentski revolucionarni pokret i rad ilegalne sveučilišne organizacije Komunističke partije. Istovremeno, povezana je s komunističkim pokretom u Splitu i Dalmaciji.
Poznata po svojim političkim stavovima, nakon završetka studija nije mogla dobiti posao u zavičaju već kao odgajateljica u dječjem domu u dalekom Negotinu u Srbiji, a poslije toga kao suplent na gimnaziji u Nikšiću u Crnoj Gori gdje započinje svoj politički rad u narodu i s učenicima. Njeno kratkotrajno zapošljavanje, tek 1940. godine, na mjestu profesorice na Muškoj gimnaziji u Splitu, izazvalo je kod nastavnika koji su podržavali tadašnji režim tj. Kraljevinu Jugoslaviju negativne reakcije te traženja da joj se uruči otkaz, u čemu su i uspjeli. Nakon toga je slijedio premještaj u Sinj gdje drži nastavu iz hrvatskosrpskog, francuskog i ruskog jezika i književnosti. U Sinju se uključuje u partijski rad i postaje član Kotarskog komiteta Partije.
Dolaskom okupatorske vojske u travnju 1941. godine vraća se u Split gdje radi u redakciji »Našeg izvještaja«, glavnog glasila NOP-a. Iz Splita, po partijskom zadatku ide u Zagreb. Partija Zlati Šegvić povjerava brojne značajne i odgovorne zadaće, pored ostalog održavanje veze između članova Centralnog komiteta KPH i Pokrajinskog komiteta za Dalmaciju.
Noru (tadašnji pseudonim) početkom 1942. hapsi ustaška policija. Odvedena je u zloglasni logor Staru Gradišku gdje je bila izložena najtežim mučenjima kako bi odala svoje partijske drugove i veze. Iz logora, zatočenica broj 2041, Zlata Šegvić uputila je sestri Nadi deset pisama. Deseto, posljednje, poslala je 1. kolovoza 1942. Partija ju je nastojala zamijeniti, ali uoči same zamjene ustaše su je ubile, strijeljale ili zaklale, noću od 27. na 28. kolovoza 1942. godine. Nikog nije odala. Imala je 29 godina.

## Naslijeđe
Do 1990. godine jedna splitska osmogodišnja škola nosila je njeno ime.

## Vanjske poveznice
- Ratna kronika Splita, Narodni heroji  Arhivirana inačica izvorne stranice od 25. veljače 2020. (Wayback Machine)